# فرزندان اودین
«فرزندان اودین» آلبومی از منووار است که در سال ۲۰۰۶ میلادی منتشر شد.